# IC 2421
IC 2421 ist eine Spiralgalaxie vom Hubble-Typ Sc im Sternbild Krebs auf der Ekliptik. Sie ist schätzungsweise 194 Mio. Lichtjahre von der Milchstraße entfernt und hat einen Durchmesser von etwa 115.000 Lj.

Im selben Himmelsareal befindet sich u. a. die Galaxie NGC 2683.
Das Objekt wurde am 6. April 1896 von dem französischen Astronomen Stéphane Javelle entdeckt.